# Wuwei (Gansu)
Pour les articles homonymes, voir Wuwei.

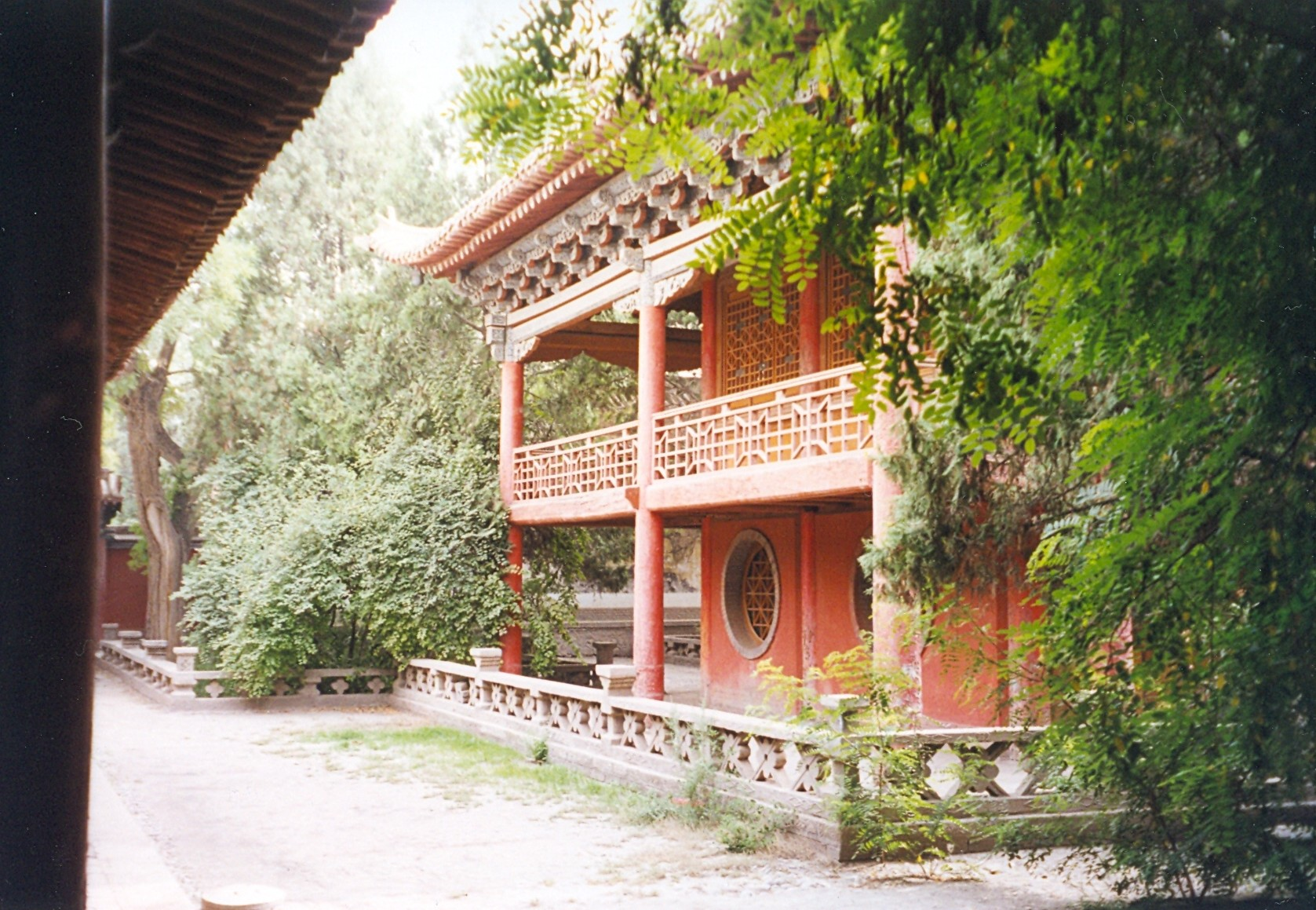
Temple confucéen de Wen Miao

Wuwei (chinois : 武威市 ; pinyin : wǔwēi shì) est une ville-préfecture de la province du Gansu en Chine.

## Démographie
La population de la préfecture était estimée à 1 870 000 habitants en 2004, et celle de la ville de Wuwei à 111 143 habitants en 2007.

## Subdivisions administratives
La ville-préfecture de Wuwei exerce sa juridiction sur quatre subdivisions - un district urbain, deux xian et un xian autonome :
- le district de Liangzhou — 凉州区, liángzhōu qū ;
- le xian de Minqin — 民勤县, mínqín xiàn ;
- le xian de Gulang — 古浪县, gǔlàng xiàn ;
- le xian autonome tibétain de Tianzhu — 天祝藏族自治县, tiānzhù zàngzú zìzhìxiàn.

## Culture

### Patrimoine
- Temple confucéen de Wen Miao.
- Stèle de Liangzhou au Temple Huguo (chinois : 护国寺), datant de l'époque de la préfecture de Liangzhou.